# Tangierska bolest
Tangierska bolest je vrlo rijedak genetički poremećaj metabolizma lipida, koji spada u skupinu hipoalfalipoproteinemija. Bolest karakteriziraju naračaste povećane tonzile, povećana jetra i slezena (hepatosplenomegalija) i periferno oštećenje živaca (neuropatija), dok u krvi nalazimo nisku koncentraciju lipoproteinskih čestica, lipoproteina velike gustoće (HDL), i apolipoproteina apo A1 i apo A2, te umjereno povišene koncentracije trigliceride. Za liječenje bolesti nema lijeka, te se kod oboljelih liječe samo simptomi. Bolest se nasljeđuje autosomno recesivno. Točne mutacije koje uzrokuju bolesti nisu utvrđen (kod dijela bolesnik bolest je uzrokovana mutacijama proteina ABCA1 - engl. ATP-binding cassette transporter).
Bolest je nazvana po američkom gradu Tangier u saveznoj državi Virginia, gdje je prvi puta utvrđena, iako postoji po čitavom svijetu.
|  | Molimo pročitajte upozorenje o korištenju medicinskih informacija. Ne provodite liječenje bez savjetovanja s liječnikom! |